# Cython
Cython — язык программирования, упрощающий написание модулей на С/C++ для Python. Кроме стандартного синтаксиса Python, поддерживаются:
- прямой вызов функций и методов C/C++ из кода на Cython;
- строгая типизация переменных, классов, атрибутов классов.

Код Cython преобразуется в C/C++ код для последующей компиляции и впоследствии может использоваться как расширение стандартного Python или как независимое приложение со встроенной библиотекой выполнения Cython.

## История
Cython является наследником языка программирования Pyrex, но имеет больше возможностей и оптимизаций.

## Преимущества
Cython имеет очень близкий синтаксис к Python.
Особое преимущество такого «бесшовного» подхода в смешивании Python/C состоит в том, что существующий Python-код может быть настроен на работу почти со скоростью С простым добавлением нескольких статических объявлений типов и некоторыми адаптациями в критических циклах, без необходимости в сложном коде интерфейса. Скорость кодирования и удобочитаемость кода остаются сравнимы с Python.
В связи с пониженными накладными расходами в управляющих структурах (особенно в циклах), оптимистической оптимизацией и (ограниченным) выводом типов, скомпилированный Cython код Python обычно выполняется быстрее, чем в CPython 2.6.x, хотя абсолютное улучшение в значительной степени зависит от кода. С объявлениями типов типичные ускорения для численных вычислений/массивов составляет около 100—1000 раз. Для сравнения, типичное увеличение скорости при использовании Psyco (JIT-компилятор для Python) составляет около 4—100 раз.
Cython был оптимизирован для низких накладных расходов на вызов подпрограмм, в связи с чем вызов из Python внешнего C/C++ кода через оболочку Cython, как правило, быстрее, чем при использовании большинства других решений.

## Пример
Следующий пример вычисляет функцию Аккермана:
```
# Файл ackermann.pyx

def
 
ackermann
(
int
 
m
,
 
int
 
n
):

    
if
 
m
 
==
 
0
:

        
return
 
n
 
+
 
1

    
elif
 
n
 
==
 
0
:

        
return
 
ackermann
(
m
 
-
 
1
,
 
1
)

    
else
:

        
return
 
ackermann
(
m
 
-
 
1
,
 
ackermann
(
m
,
 
n
 
-
 
1
))

print
(
"Ackermann:"
)

print
(
ackermann
(
0
,
 
3
))

print
(
ackermann
(
1
,
 
4
))

```

Чтобы получить исполняемый файл, его нужно транслировать в Си (здесь и ниже - команды оболочки UNIX-подобной системы):
```
cython
 
--embed
 
ackermann.pyx
 
-o
 
ackermann.c

```

После чего можно откомпилировать полученный промежуточный файл:
```
gcc
 
-g
 
-O2
 
-o
 
ackermann
 
ackermann.c
 
`
python-config
 
--includes
 
--ldflags
`

```

## Альтернативы
Для привязки библиотек Си может использоваться SWIG, который поддерживает сразу несколько языков программирования, но из-за своей обобщённости несколько проигрывает Cython в лёгкости использования (количестве необходимого дополнительного кода). Другие значимые аналоги: Parakeet (использует LLVM и JIT-компиляцию специальным образом размеченного кода на Python) и Nuitka (транслятор из Python с C++, который подобно PyPy пытается типизировать программу на Python во время компиляции).